# بییامریل
بییامریل (به اسپانیایی: Villameriel) یک شهرستان در اسپانیا است که در استان پالنسیا واقع شده‌است.

## خصوصیات
بییامریل ۵۳ کیلومترمربع مساحت و ۱۴۱ نفر جمعیت دارد.